# Filmografia de Thalía

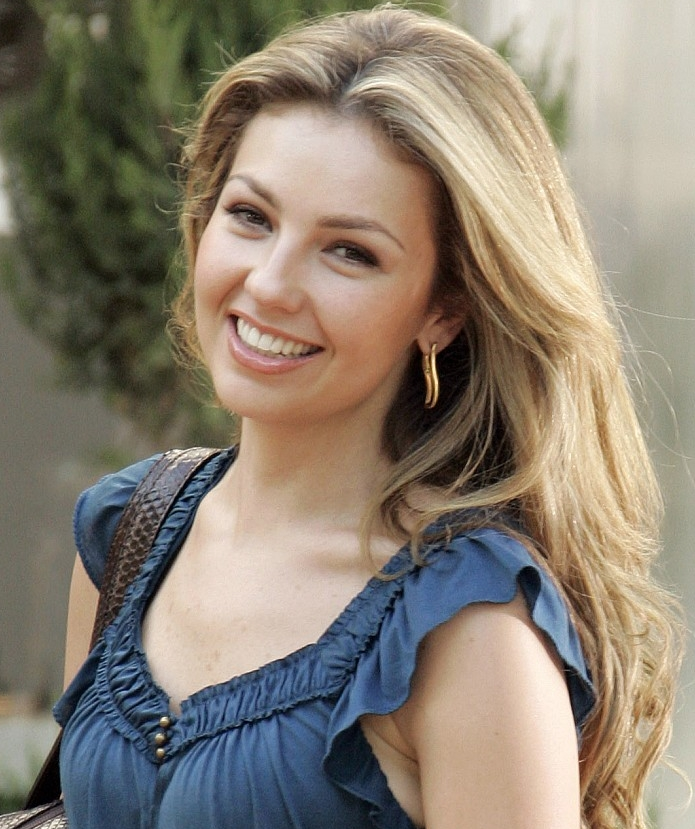
Thalía durante a gravação de um comercial televisivo da marca Hershey's, em 2006.

Thalía é uma atriz, cantora, compositora e empreendedora mexicana, cuja filmografia é composto por sete novelas, um filme, dois programas de televisão e duas direções de videoclipe, juntamente com três aparições em trilhas sonoras de documentários e uma peça de teatro.

## Filmografia

### Televisão
As novelas as quais Thalía participou foram vistas por mais de dois bilhões de pessoas em mais de 182 países, o que deu a ela o apelido de "Rainha das Telenovelas " e  fê-la ser qualificada como um ícone popular em todo o mundo em reconhecimento ao impacto cultural que elas tinham e aos altos níveis de audiência que eles registravam.
Em 1987, Thalía participou da novela Pobre señorita Limantour, interpretando Dina. No mesmo ano, na telenovela Quinceañera, foi coprotagonista, juntamente a Adela Noriega. Depois, em 1989, Thalía conseguiu seu primeiro papel de protagonista em Luz y sombra, na qual não obteve muito sucesso.
Em 1992, começou a chamada "Trilogia das Marias", com a telenovela María Mercedes (1992), seguida por Marimar (1994), que quebrou recordes de audiência no Brasil em 2011 e em 2004 foi um dos programas mais assistidos no Oriente Médio, e María la del Barrio (1995). A trilogia juntou mais de um bilhão de espectadores nas transmissões originais. A última trama com a atriz no papel-título foi Rosalinda (1999). 
| Ano  | Telenovela               | Personagem                                           | Papel                                   | Notas |
| ---- | ------------------------ | ---------------------------------------------------- | --------------------------------------- | --- |
| 1987 | Pobre señorita Limantour | Dina                                                 | Coprotagonista                          | Primeira telenovela de Thalía |
| 1987 | Quinceañera              | Beatriz Villanueva Contreras                         | Protagonista                            | - Prêmio TVyNovelas de revelação feminina - Prêmio Laurel de Ouro: atriz debutante - Prêmio Estrella de Prata: atriz debutante     |
| 1989 | Luz y Sombra             | Alma Suárez                                          | Protagonista                            | Primeira protagonização de Thalía                                                                                                  |
| 1992 | María Mercedes           | Maria Mercedes/ Muniz del Olmo                       | Protagonista                            | - Prêmio TVyNovelas de melhor atriz juvenil - ACE: melhor atriz - El Heraldo: melhor atriz revelação                               |
| 1994 | Marimar                  | Maria do Mar "Marimar" Pérez / Bella Aldama          | Protagonista                            | - Prêmio TVyNovelas: telenovela de maior audiência - ACE: melhor atriz - Prêmio TVyNovelas de melhor atriz protagonista(indicação) |
| 1995 | María la del Barrio      | Maria "do Bairro" Hernández de la Vega               | Protagonista                            | - Prêmio TVyNovelas: telenovela de maior audiência                                                                                 |
| 1999 | Rosalinda                | Rosalinda Pérez Romero de Altamirano/Paloma Dorantes | Protagonista                            | - Prêmio Viva de Israel: melhor atriz(indicação)                                                                                   |
| 1999 | Rosalinda                | Rosalinda Pérez Romero de Altamirano/Paloma Dorantes | Protagonista                            | Última telenovela de Thalía |
| 2024 | Família é Tudo           | Ela mesma                                            | Arquivo em camefeu da personagem Lupita | |

Em 2015, foi convidada para estrelar a telenovela Antes Muerta que Lichita. Recusada o papel, que ficou com a cantora Maite Perroni, mas aceitou interpretar o tema de abertura da segunda fase: "Si alguna vez". Em 1992, mudou se para a Espanha e serviu como co-apresentadora do programa VIP de noche, junto com Emilio Aragón Álvarez, obtendo um notável sucesso em todo o território europeu. No entanto, foi só em 2009 que levou o seu primeiro programa como apresentadora solo, Las aventuras de Eebee y Thalía, com temática infantil e inspirado em sua maternidade. Nesse período, revelou que Thalía ganhou dois milhões de dólares para cada um comercial em que ela participou. Ainda como co-apresentadora, esteve em América Celebra a Chespirito, uma homenagem internacional organizada pela emissora mexicana Televisa à Roberto Gómez Bolaños, no ano de 2012.
| Ano     | Programa                                    | Notas                                                        |
| ------- | ------------------------------------------- | ------------------------------------------------------------ |
| 1991-92 | VIP Noche                                   | Coapresentadora                                              |
| 1999    | Los sopranos                                | Trilha sonora: "Piel Morena"                                 |
| 2006    | Cantando por un sueño                       | Trilha sonora: "Cantando por un sueño" (abertura do musical) |
| 2008    | Bailando por un sueño                       | Trilha sonora: "De dónde soy"                                |
| 2009    | Las aventuras de Eebee y Thalía             | Apresentadora                                                |
| 2010    | So You Think You Can Dance Canada           | Trilha sonora: "Echa pa'lante"                               |
| 2012    | América Celebra a Chespirito                | Coapresentadora                                              |
| 2012    | Dora the Explorer                           | Trilha sonora: "Sing with your Friends"                      |
| 2023    | Thalia’s Mixtape: The Soundtrack of My Life | Série Documental                                             |

### Cinema
Thalía estreou no cinema em 1979 no filme mexicano La guerra de los pasteles, onde ela participou ao lado de outros atores, como Eugenio Derbez e sua irmã Laura Zapata; no entanto, seu nome não aparece nos créditos finais. Em 1998, ela ganhou o seu primeiro e até agora único líder na produção de Hollywood Mambo Café, com recepção moderada. Na década de 1990, ela participou de três trilhas sonoras, entre as quais Anastasia (filme de 1997) que deu ao compositor Lynn Ahrens , entre outros, a nomeação para "Melhor Canção Original" no Oscar e Globo de Ouro para o tema "viagem ao tempo passado / viagem de volta".[carece de fontes?]
| Ano  | Filme                          | Papel            | Notas                                     |
| ---- | ------------------------------ | ---------------- | ----------------------------------------- |
| 1976 | La guerra de los pasteles      | Garota no salão  | Não foi citada nos créditos               |
| 1997 | Anastasia                      | Voz de Anastasia |                                           |
| 1998 | Ever After: A Cinderella Story | Intérprete BSO   | Trilha sonora: "Es tu amor"               |
| 1998 | Dance with Me                  | Intérprete BSO   | Trilha sonora: "Echa pa lante"            |
| 2000 | Mambo Café                     | Nydia            | Primeira e única protagonização no cinema |
| 2009 | Las muchas vidas de Thalía     | Ela mesma        | Documentário                              |
| 2015 | Minions                        | Scarlet Overkill | Dublagem em castelhano                    |

### Teatro
Thalía teve sua passagem pelo mundo do teatro com o trabalho Vaselina 1984, onde atuaram os membros do grupo Timbiriche: Sasha Sökol, Benny Ibarra, Erik Rubín, Diego Schoening, Mariana Garza e Paulina Rubio.
| Teatro | Teatro              | Teatro    | Teatro |
| Ano    | Obra                | Papel     |        |
| ------ | ------------------- | --------- | ------ |
| 1984   | Timbiriche Vaselina | Sandy Dee |        |